# Pinctada petersii
Pinctada petersii is een tweekleppigensoort uit de familie van de Pteriidae. De wetenschappelijke naam van de soort is voor het eerst geldig gepubliceerd in 1852 door Dunker.